# Peadar Mercier
Herbert Peadar Mercier, né à Cork en 1914 et mort en 1991, était un musicien irlandais traditionnel, joueur de bodhrán et d'os, ainsi que de fiddle. Il faisait partie du groupe The Chieftains de 1966 à 1976.

## Biographie
Peadar Mercier découvre le bodhrán après 40 ans. Il fait partie du groupe Ceoltóirí Chualann avec cet instrument après avoir démontré à Seán Ó Riada ses capacités de percussionniste en jouant le rythme simple Butter and Eggs, Butter and Eggs, Butter and rashes, sausages, and eggs sur son bodhrán.
En 1966, alors que David Fallon qui assure la partie de percussion sur le premier enregistrement des Chieftains ne peut s'absenter pour suivre le groupe en déplacement, Paddy Moloney demande à Mercier, alors second violon dans le groupe, de le remplacer.
Il restera dans le groupe jusqu'à ce qu'en 1976, le poids des tournées qui entrainent les Chieftains, devenus professionnels, plus de six mois par an hors des frontières irlandaises ne le force à s'arrêter, préférant à plus de 60 ans s'occuper de sa famille et de ses dix enfants.
Son fils, Mel Mercier, est également un joueur de bodhrán et d'os de talent, se produisant en Europe et aux États-Unis.

## Discographie
- Tin Whistles avec Paddy Moloney et Seán Potts - 1974 ;
- The Chieftains 3 - 1971 ;
- Cage/Cunningham avec John Cage, Merce Cunningham, Matt Malloy et son fils Mel Mercier - 1991 ;
- Roaratorio de John Cage - 1992/1994, avec son fils, Mel Mercier ;
- The Chieftains' Collection - 1999 ;
- Music Of Our Time de John Cage - 2002, en tant que violoniste.